# Aechmea amorimii
Aechmea amorimii är en gräsväxtart som beskrevs av Elton Martinez Carvalho Leme. Aechmea amorimii ingår i släktet Aechmea och familjen Bromeliaceae. Inga underarter finns listade i Catalogue of Life.